# Julena Steinheider Duncombe
Julena Steinheider Duncombe (21 septembre 1911–13 septembre 2003) est une mathématicienne et astronome américaine. Elle introduit l'utilisation des cartes perforées dans la classification des étoiles et la construction de tableaux de positions des corps célestes.

## Biographie
Julena Steinheider naît le 21 septembre 1911 à Dorchester (Nebraska), l'une des cinq enfants de Frederick and Ella Beenders Steinheider, un couple de fermiers. Elle obtient son diplôme universitaire au Doane College en mathématiques, option astronomie. Elle commence à travailler comme enseignante dans une petite école où elle crée l'un des premiers programmes de déjeuner scolaire pour enfants défavorisés. Elle est ensuite professeur de géométrie dans un camp d'internement pour Japonais-Américains dans le Wyoming, durant la Seconde Guerre mondiale.

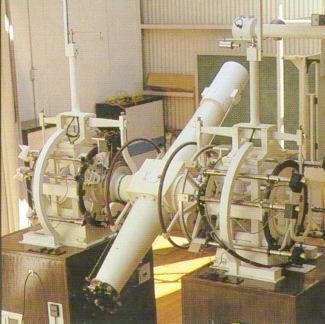
Lunette méridienne de 6-pouces - Observatoire Naval

En 1944, elle est recrutée par l'Observatoire naval des États-Unis à Washington, DC. Elle est la première femme observatrice sur une lunette méridienne de 6 pouces. Elle travaille comme observatrice et mathématicienne, analysant les observations du soleil, de la lune, des planètes et des étoiles. Elle y rencontre celui qui deviendra son mari, l'astronome Raynor L. Duncombe. Ils se marient en 1948 et partent travailler à l'Université Yale où ils introduisent les cartes perforées dans l'équipement du laboratoire d'astronomie. Ils retournent à l'Observatoire naval en 1950. 
Steinheider rejoint le Nautical Almanac Office de l'Observatoire. Elle supervise le système de cartes perforées pour produire des tableaux de positions des corps célestes pour la navigation aérienne et maritime. Avec Dorrit Hoffleit, elle réalise le perforage de plus de 150 catalogues, soit environ 1,5 million de cartes. Cette activité a servi de départ aux futures bases de données stellaires. À partir de 1963, elle est responsable de la production des prévisions tabulaires et des cartes des éclipses solaires et lunaires, qui figurent dans les almanachs et les circulaires spéciales. Elle prend sa retraite en 1973.
Steinheider est membre de l'Association américaine pour l'avancement des sciences, de l'Union américaine d'astronomie,  de l'Association américaine des femmes diplômées des universités et de l'Institute of Navigation. 
Souffrant de dégénérescence musculaire et de la maladie d'Alzheimer, elle meurt le 13 septembre 2003.
L'American Astronomical Society a lancé un programme de subventions à son nom : le Julena Steinheider Duncombe Mini-Grants Program.